# Precious Moment 〜1990 Live At The Budokan〜
『Precious Moment 〜1990 Live At The Budokan〜』（プレシャス モーメント 1990 ライヴ アット ザ ぶどうかん）は、松田聖子のライブ・ビデオ。1990年4月21日発売。発売元はCBS・ソニー。

## 解説
1989年12月から翌1990年1月にかけて行われたコンサート・ツアーの模様を収録したライブ・ビデオ。
1989年発売アルバム『Precious Moment』からの曲を中心に披露。
実際に披露された曲の内、後述するいくつかの曲の収録が見送られた。その後「SWEET MEMORIES」「瞳はダイアモンド」が1996年12月1日発売の『Bon Voyage 〜The Best Lives and Clips〜』に、「手のひらのSnowflake」「二人だけのChristmas」「Kimono Beat」「あなたにありがとう」は2005年6月8日発売の25周年記念DVD-BOX『25th Anniversary Seiko Matsuda PREMIUM DVD BOX』内の特典ディスク「PREMIUM DISC」にて初収録された。

## 収録曲
1. OVERTURE
2. Chase My Dreams～明日へのStep～
3. Precious Heart
4. 月夜のDancing Beat
5. 雨のコニーアイランド
6. Marrakech
7. Forever Love
8. Seikoメドレー (青い珊瑚礁/風は秋色/野ばらのエチュード/ピンクのモーツァルト/天国のキッス/渚のバルコニー/旅立ちはフリージア/夏の扉/チェリーブラッサム/Strawberry Time)
9. 天使のウインク
10. Rock'n Rouge
11. 赤いスイートピー
12. Chase My Dreams～明日へのStep～